# Beorhtwig
Beorhtwig (auch Merewith oder Merewit; † 1033) war Bischof von Wells. Er wurde 1027 zum Bischof geweiht und trat sein Amt im gleichen Jahr an. Er starb 1033.